# Pselaphochernes anachoreta
Pselaphochernes anachoreta är en spindeldjursart som först beskrevs av Simon 1878.  Pselaphochernes anachoreta ingår i släktet Pselaphochernes och familjen blindklokrypare. Inga underarter finns listade i Catalogue of Life.